# Tomasz Kowal
Tomasz Kowal, pseudonim Góral (ur. 28 listopada 1980) – polski strongman. Mistrz Polski Strongman Eliminate Your Opponent w 2008 r.

## Życiorys

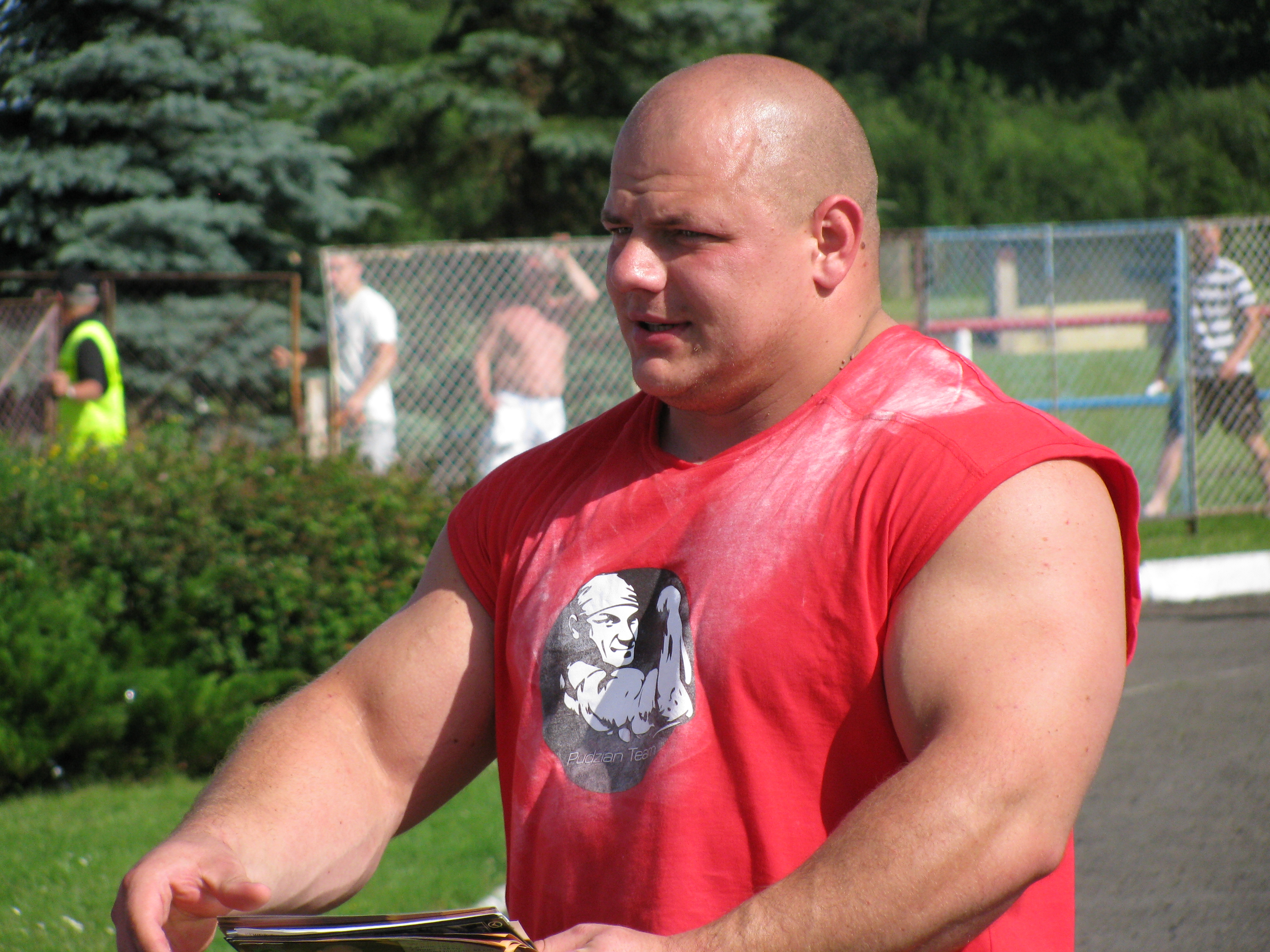
Tomasz Kowal w 2009

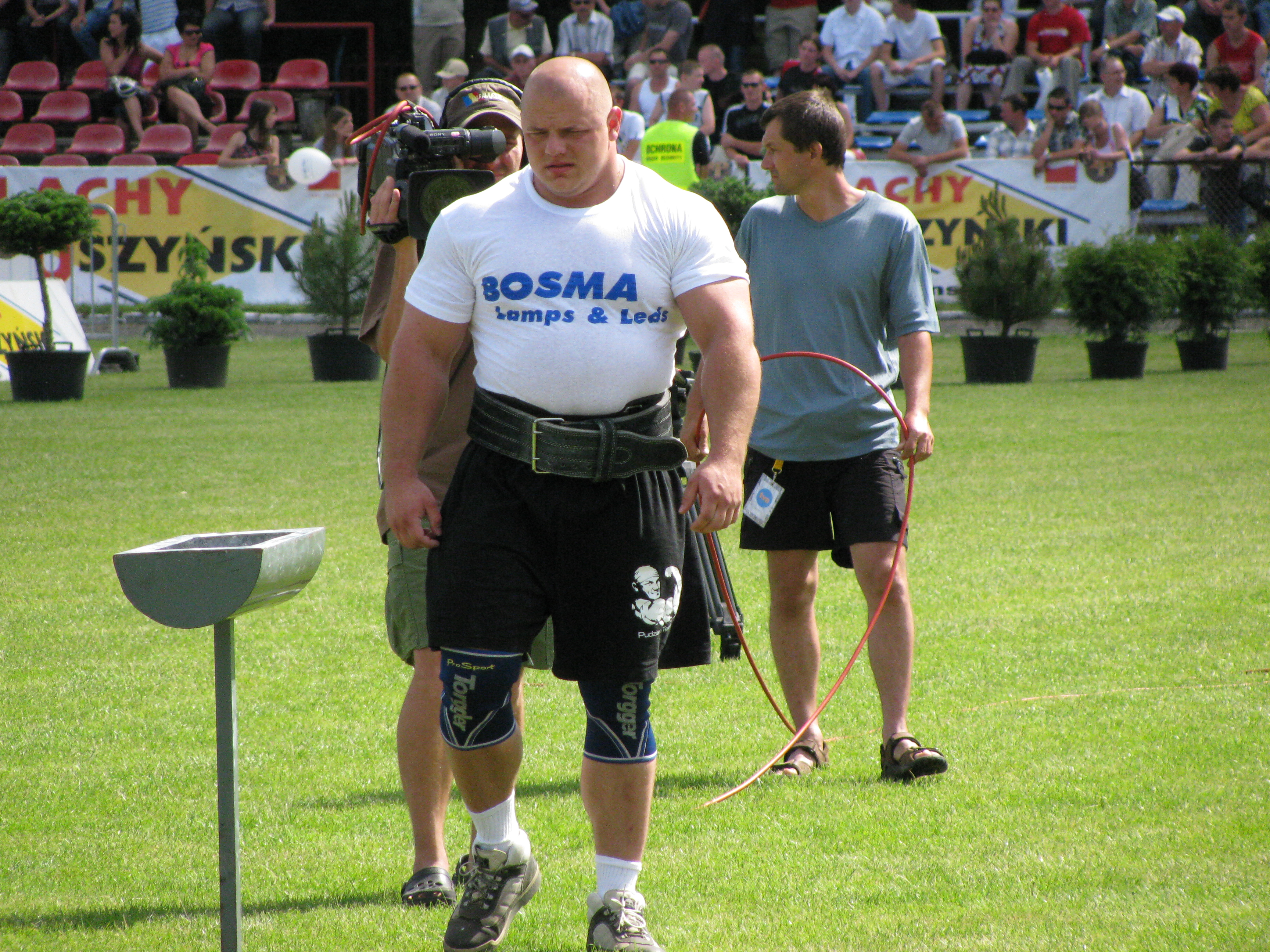
Mistrzostwa Europy Strongman 2009.

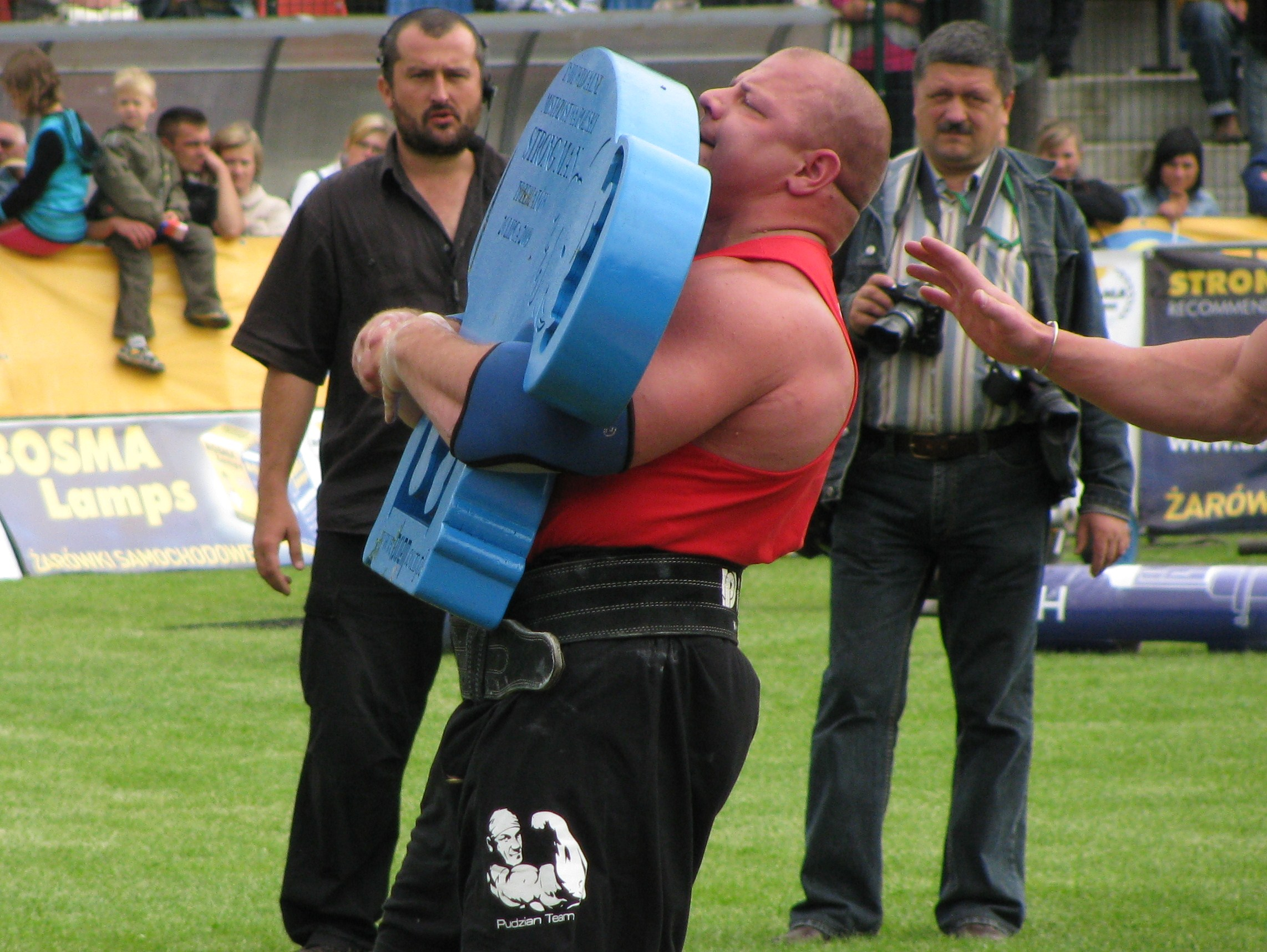
Mistrzostwa Polski Strongman 2009.

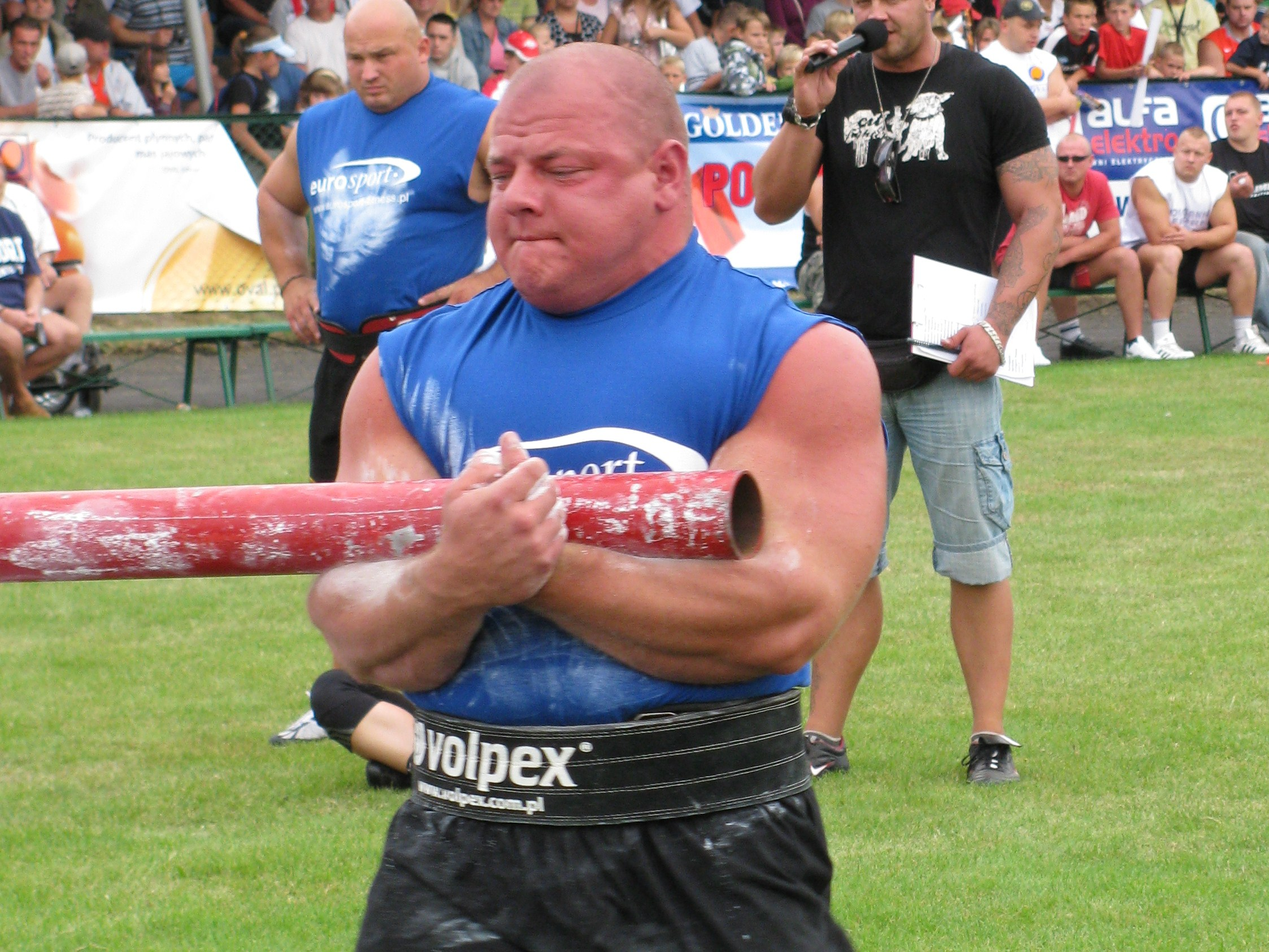
Mistrzostwa Polski Strongman A-S 2009.

Tomasz Kowal trenował kick-boxing. W wieku czternastu lat rozpoczął treningi siłowe. W 2000 r. zajął szóste miejsce w konkursie Lata z Radiem, Najsilniejszy Polak. Od 2001 r. trenuje jako siłacz, a zadebiutował na zawodach w 2004 r. Uczestniczył w Pucharze Polski Strongman: Eliminate Your Opponent Cup 2007.
Mieszka w Krynicy-Zdroju, w województwie małopolskim.
Wymiary:
- wzrost 180 cm
- waga 130 kg
- biceps 54 cm
- udo 80 cm
- klatka piersiowa 138 cm

Rekordy życiowe:
- przysiad 330 kg
- wyciskanie 240 kg
- martwy ciąg 390 kg

## Osiągnięcia strongman
- 2004

| Miejscowość        | Nazwa                    | Miejsce |
| ------------------ | ------------------------ | ------- |
| –                  | Puchar Polski Strong Man | 2       |
| Busko-Zdrój        | Puchar Polski Strong Man | 2       |
| Kiszkowo           | Puchar Polski Strong Man | 4       |
| Środa Wielkopolska | Puchar Polski Strong Man | 3       |

- 2005

| Miejscowość | Nazwa           | Miejsce |
| ----------- | --------------- | ------- |
| –           | Rekordy siłaczy | 2       |

- 2006

| Miejscowość   | Nazwa                       | Miejsce |
| ------------- | --------------------------- | ------- |
| Krynica-Zdrój | Puchar Polski Strong Man    | 5       |
| Żmigród       | Puchar Polski Strong Man    | 5       |
| Słowacja      | Drużynowe Zawody Strong Man | 3       |
| Czeladź       | Rekordy Siłaczy             | 1       |
| Tarnów        | Puchar Polski               | 1       |
| Lesko         | Puchar Polski               | 1       |

- 2007

| Miejscowość       | Nazwa                                     | Miejsce |
| ----------------- | ----------------------------------------- | ------- |
| Koźmin            | Puchar Polski Strong Man                  | 3       |
| Krynica-Zdrój     | Puchar Polski Strong Man                  | 1       |
| Słowacja/Czechy   | Puchar Polski Strong Man Słowacji i Czech | 2       |
| Poznań-Rokietnica | Mistrzostwa Polski Strong Man             | 1       |
| Solec Kujawski    | Finał Pucharu Polski Strong Man           | 3       |
| Lgiń              | Puchar Polski                             | 1       |

- 2008

| Miejscowość  | Nazwa                                               | Miejsce |
| ------------ | --------------------------------------------------- | ------- |
| Zielona Góra | Mistrzostwa Polski Strong Man Eliminate Opponent    | 1       |
| Międzyzdroje | Zawody Pucharu Polski Strong Man Eliminate Opponent | 2       |
| Mikołajki    | Zawody Pucharu Polski Strong Man Eliminate Opponent | 2       |
| Mikołajki    | Finał Pucharu Polski Eliminate Opponent             | 2       |
| Włodawa      | Puchar Polski Strong man Eliminate Opponent         | 3       |
| Hel          | Puchar Polski Strong Man Eliminate Opponent         | 3       |
| Żory         | Puchar Polski Strong Man                            | 2       |
| Stawiszyn    | Puchar Polski Strong Man                            | 2       |
| Warszawa     | Puchar Polski Strong Man                            | 1       |
| Dębno        | Puchar Polski Strong Man                            | 1       |
| Poznań       | Mistrzostwa Polski Strong Man                       | 4       |

- 2009

| Miejscowość | Nazwa                                      | Miejsce |
| ----------- | ------------------------------------------ | ------- |
| Bartoszyce  | Indywidualne Mistrzostwa Europy Strong Man | 6       |
| Trzebiatów  | Mistrzostwa Polski Strong Man              | 5       |
| Krotoszyn   | Mistrzostwa Polski Strong Man w parach     | 4       |
| Malbork     | Puchar Polski Strong Man                   | 5       |

- 2010

| Miejscowość | Nazwa                             | Miejsce |
| ----------- | --------------------------------- | ------- |
| Zabrze      | Mistrzostwa Polski Strong Man     | 3       |
| Lgiń        | Puchar Polski Strong Man w parach | 1       |
| Twardogóra  | Puchar Polski Strong Man w parach | 2       |

- 2011

| Miejscowość   | Nazwa                                      | Miejsce |
| ------------- | ------------------------------------------ | ------- |
| Brzeziny      | Puchar Polski Strong Man                   | 3       |
| Lgiń          | Puchar Polski Strong Man                   | 2       |
| Bogotynia     | Puchar Polski Strong Man                   | 4       |
| Świerklaniec  | Puchar Polski Strong Man                   | 4       |
| Wasosz        | Finał Pucharu Polski Strong man            | 3       |
| USA – Chicago | Puchar Polski Strong Man                   | 3       |
| Słowacja      | Strong Man Champions League                | 5       |
| Stróże        | Eliminacje do Mistrzostw Świata Strong Man | 5       |
| USA – Chicago | Pojedynek Polska – Ameryka                 | 1       |

- 2012

| Miejscowość   | Nazwa                                  | Miejsce |
| ------------- | -------------------------------------- | ------- |
| Krynica-Zdrój | Mistrzostwa Polski Strong Man w parach | 1       |
| Radzionków    | Mistrzostwa Polski Strong Man          | 2       |
| Miejska Górka | Puchar Polski Strong Man               | 2       |
| Węsosz        | Puchar Polski Strong Man               | 3       |

- 2013

| Miejscowość      | Nazwa                                        | Miejsce |
| ---------------- | -------------------------------------------- | ------- |
| Radzionków       | Vice Mistrzostwa Europy Strong Man           | 2       |
| Wyszanów         | Mistrzostwa Polski Strong Man                | 1       |
| Słowenia – Kranj | Noc Silakov                                  | 3       |
| Ukraina – Lwów   | Drużynowy Puchar Europy Środkowej Strong Man | 2       |

- 2014

| Miejscowość   | Nazwa                                                 | Miejsce |
| ------------- | ----------------------------------------------------- | ------- |
| Krynica-Zdrój | Międzynarodowy Puchar Polski Strong Man WSF           | 1       |
| Kalisz        | Międzynarodowy Puchar Polski Strong Man WSF           | 1       |
| Kępno         | Międzynarodowe Mistrzostwa Polski Strong Man par WSF  | 1       |
| Nowy Sącz     | Indywid. Międzynarodowe Mistrzostwa Polski Strong Man | 1       |
| Uzbekistan    | World Cup WSF                                         | 3       |